# بحرآباد
بحرآباد، روستایی از توابع بخش مرکزی شهرستان جوین در استان خراسان رضوی ایران است.

## جمعیت
این روستا در دهستان بالاجوین قرار دارد و براساس سرشماری مرکز آمار ایران در سال ۱۳۹۰، جمعیت آن کمتر از ۳ خانوار بوده‌است.